# Andrea Cavalcanti (personaggio)
Andrea Cavalcanti è un personaggio dell'anime Il conte di Montecristo di Mahiro Maeda. Cavalcanti è un truffatore italiano che serve il conte per vendetta.

## Storia

### Passato
Ragazzo di bell'aspetto ma personaggio ambiguo, è frutto di un'unione extraconiugale fra Gerard Villefort e Victoria Danglars, moglie di Jullian Danglars. Appena nato è stato sepolto vivo dai due amanti, ma è stato salvato di nascosto da un loro servitore. Il ragazzo quindi è sopravvissuto ed è cresciuto come un criminale efferato e perverso.

### Presente
Lo ritroviamo in una prigione con il nome di Benedetto, il conte stesso lo libera da un'esecuzione imminente con uno scopo: entrare nelle grazie di Jullian e rubare al protagonista, Albert de Morcerf la sua fidanzata Eugénie de Danglars. Andrea va oltre alle richieste del conte arrivando a sedurre la madre di Eugénie, e quindi sua madre. Quasi violenta la sorellastra e finisce con l'essere scoperto quale truffatore e di nuovo imprigionato. Viene presentato come test al processo di Gerard Villefort, il quale aveva attentato alla vita del conte, rivelando le sue origini. Si avvicina a suo padre abbracciandolo, lo avvelena con uno spillo ed inveisce contro i presenti aristocratici, accusandoli di ipocrisia. Andrea viene nuovamente condannato a morte, ma per una serie di circostanza riesce a fuggire ed alla fine della serie non è stato ancora catturato.

## Carattere
Cavalcanti è dominato dall'odio verso la sua famiglia che l'ha abbandonato. Fa del male alla sorellastra, invidioso di quello che possiede, e alla madre usandola e commettendo incesto con lei. Con lo spillo avvelenato farà impazzire il padre seguendo il copione che il conte ha preparato per lui.